# Terves
Terves est une ancienne commune française située dans le département des Deux-Sèvres et la région Nouvelle-Aquitaine. Elle est associée à la commune de Bressuire depuis 1973. Le 28 mars 2013, elle est transformée en commune déléguée.

## Géographie

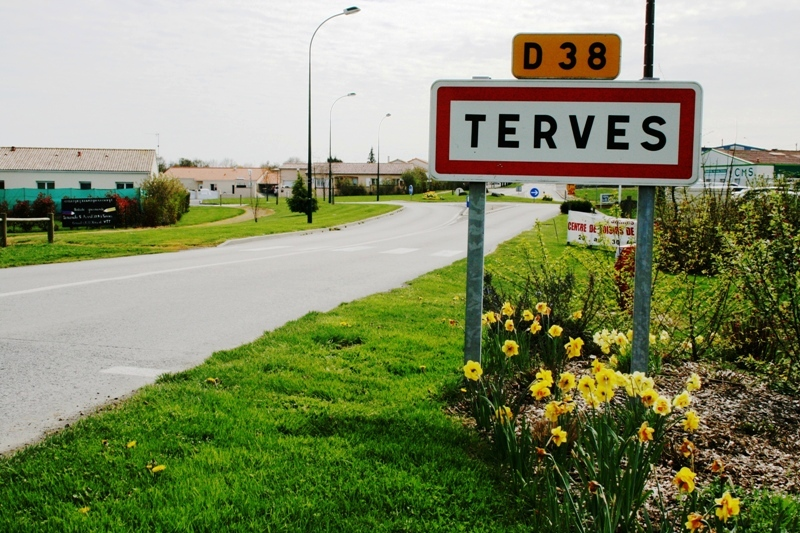
Entrée du village.

## Toponymie
Anciennes mentions : Tarvia ou Tarva (1189-1190), Tarvia seu Terveria (1300), Therve (1596), Notre-Dame de Terves (1648).

## Histoire
Avant 1790, ce village dépend du doyenné et de la châtellenie de Bressuire, de la sénéchaussée de Poitiers et de l'élection de Thouars.
Le 1er janvier 1973, la commune de Terves est rattachée à celle de Bressuire sous le régime de la fusion-association. Le 28 mars 2013, elle est transformée en commune déléguée.

## Politique et administration
| Période                                  | Période | Identité          | Étiquette | Qualité |
| ---------------------------------------- | ------- | ----------------- | --------- | ------- |
| ?                                        | 2014    | Jean-Pierre Dufès | LCH       |         |
| 2014                                     | 2020    | Michel Pannetier  |           |         |
| Les données manquantes sont à compléter. |         |                   |           |         |

## Démographie
| 1793  | 1800 | 1806 | 1821 | 1831  | 1836  | 1841  | 1846  | 1851  |
| ----- | ---- | ---- | ---- | ----- | ----- | ----- | ----- | ----- |
| 1 000 | 651  | 779  | 941  | 1 015 | 1 069 | 1 098 | 1 200 | 1 214 |

| 1856  | 1861  | 1866  | 1872  | 1876  | 1881  | 1886  | 1891  | 1896  |
| ----- | ----- | ----- | ----- | ----- | ----- | ----- | ----- | ----- |
| 1 164 | 1 109 | 1 194 | 1 305 | 1 311 | 1 516 | 1 396 | 1 378 | 1 384 |

| 1901  | 1906  | 1911  | 1921  | 1926  | 1931  | 1936  | 1946  | 1954  |
| ----- | ----- | ----- | ----- | ----- | ----- | ----- | ----- | ----- |
| 1 331 | 1 301 | 1 378 | 1 230 | 1 246 | 1 300 | 1 218 | 1 200 | 1 151 |

| 1962  | 1968  | - | - | - | - | - | - | - |
| ----- | ----- | - | - | - | - | - | - | - |
| 1 176 | 1 203 | - | - | - | - | - | - | - |

## Sports
- Complexe sportif Pierre Deborde, inauguré en avril 2011

## Lieux et monuments
- Église, restaurée en 1974 ;
- Chapelle désaffectée du Petit-Puy, édifiée au XVIe siècle, inscrite MH par arrêté du 29 décembre 1941[6] ;
- Logis du Puy-Blain, édifié au XVe siècle et au XVIe siècle, inscrit MH par arrêté du 30 septembre 2009[7] ;
- Moulin de Cornet (XVIIe siècle ?), au lieu-dit de Puy-Fort, haut-lieu des guerres de Vendée[8].